# Bánka Kristóf
Bánka Kristóf (Budapest, 1982. január 8. – 2006. február 5.) labdarúgó, középpályás.

## Pályafutása
Az Újpest FC labdarúgójaként 2003. szeptember 13-án mutatkozott be az élvonalban a Győri ETO ellen, ahol 0–0-s döntetlen született. A 2003–04-es idényben hét alkalommal szerepelt a lila-fehér csapatban és ezzel tagja volt a bajnoki ezüstérmes csapatnak. A 2004–05-ös idény őszi szezonját a Nyíregyháza csapatában töltötte. Az élvonalban összesen 19 mérkőzésen szerepelt és egy gólt szerzett. 2005-ben tavasszal a REAC, ősszel az Újpest fiókcsapatának a Fótnak a labdarúgója volt. 2006. február 5-én tragikus hirtelenséggel szívroham következtében elhunyt.
2006. november 10-én anyaegyesülete és szülei létrehozták a Bánka Kristóf Alapítványt, az Újpesten sportoló tehetséges fiatal, amatőr labdarúgók anyagi támogatására, illetve a betegség, sérülés vagy egyéb okok miatt a labdarúgás abbahagyására kényszerülő sportolók civil életben való elhelyezkedésének megsegítésére.
2013. október 22-től az ÚTE utánpótlás bázisa (az egykori Cérna-pálya) a nevét viseli.

## Sikerei, díjai

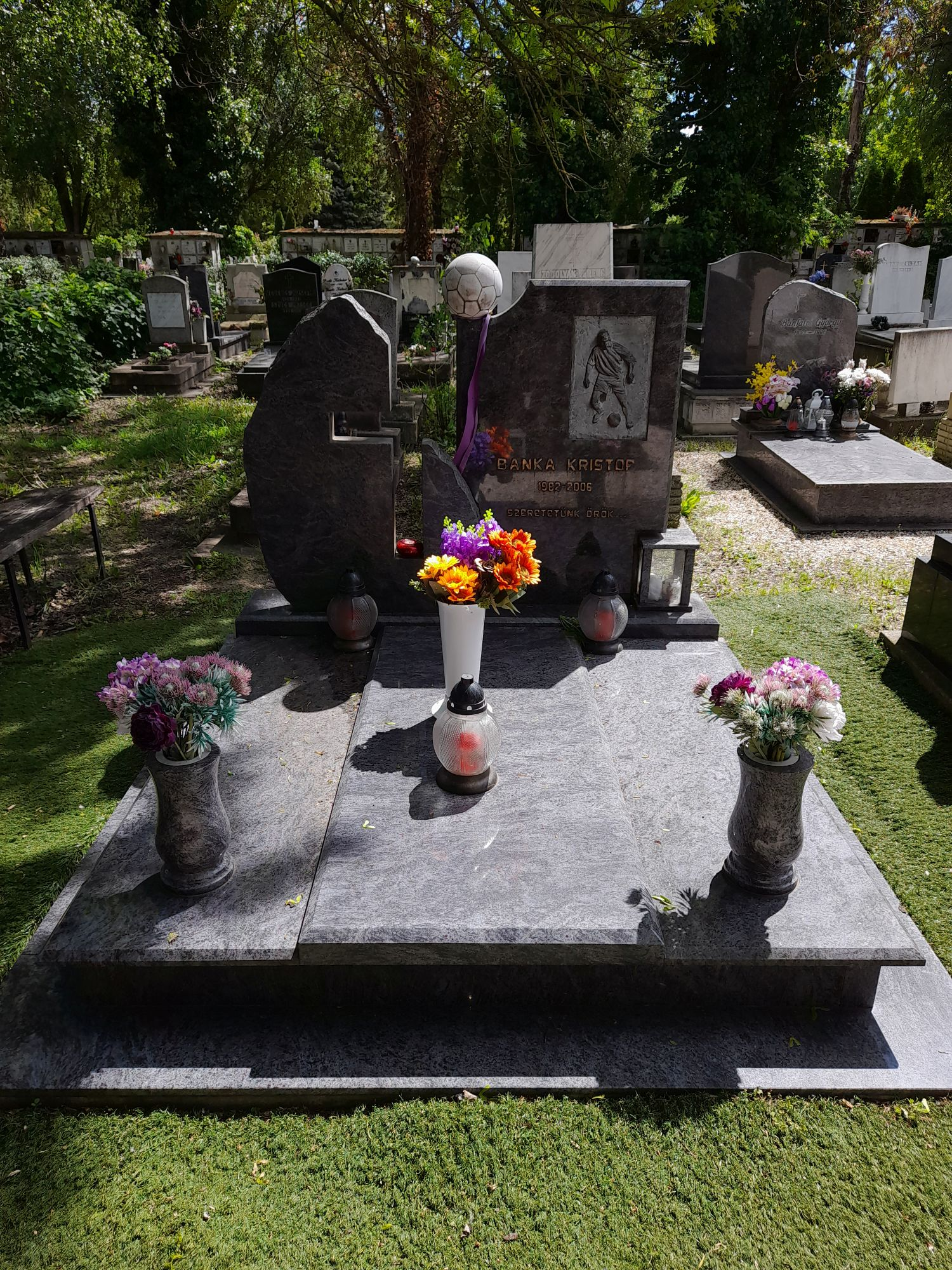
Sírja Újpesten a Megyeri temetőben, 2024-ben

- Magyar bajnokság
  - 2.: 2003–04